# Équipe de Tunisie de football à la Coupe du monde 1978
Cet article relate le parcours de l'équipe de Tunisie de football lors de la Coupe du monde de football 1978 organisée en Argentine du 1er juin au 25 juin 1978. C'est sa première participation en phase finale.
L'équipe de Tunisie est la première équipe africaine à remporter un match en phase finale de Coupe du monde, battant le Mexique (3-1) à Rosario. Elle concède une défaite (1-0) contre la Pologne, médaillée de bronze en 1974 puis obtient un bon match nul (0-0) contre le champion en titre, l'Allemagne de l'Ouest. Finalement, elle est éliminée au premier tour.

## Qualification

### Premier tour
|  | Premier tour                           | Premier tour          | Premier tour          | Premier tour          |         |         | Deuxième tour         | Deuxième tour         | Deuxième tour         | Deuxième tour         |  |  | Troisième tour    | Troisième tour    | Troisième tour    | Troisième tour    |
|  |                                        |                       |                       |                       |         |         |                       |                       |                       |                       |  |  |                   |                   |                   |                   |
|  | 17 et 31 octobre 1976                  | 17 et 31 octobre 1976 | 17 et 31 octobre 1976 | 17 et 31 octobre 1976 |         |         | 13 et 27 février 1977 | 13 et 27 février 1977 | 13 et 27 février 1977 | 13 et 27 février 1977 |  |  | 5 et 19 juin 1977 | 5 et 19 juin 1977 | 5 et 19 juin 1977 | 5 et 19 juin 1977 |
|  | 17 et 31 octobre 1976                  | 17 et 31 octobre 1976 | 17 et 31 octobre 1976 | 17 et 31 octobre 1976 |         |         | 13 et 27 février 1977 | 13 et 27 février 1977 | 13 et 27 février 1977 | 13 et 27 février 1977 |  |  | 5 et 19 juin 1977 | 5 et 19 juin 1977 | 5 et 19 juin 1977 | 5 et 19 juin 1977 |
|  | Togo                                   | Togo                  | 1                     | 1                     |         |         | 13 et 27 février 1977 | 13 et 27 février 1977 | 13 et 27 février 1977 | 13 et 27 février 1977 |  |  | 5 et 19 juin 1977 | 5 et 19 juin 1977 | 5 et 19 juin 1977 | 5 et 19 juin 1977 |
|  | Togo                                   | Togo                  | 1                     | 1                     |         |         | 13 et 27 février 1977 | 13 et 27 février 1977 | 13 et 27 février 1977 | 13 et 27 février 1977 |  |  | 5 et 19 juin 1977 | 5 et 19 juin 1977 | 5 et 19 juin 1977 | 5 et 19 juin 1977 |
|  | Sénégal                                | Sénégal               | 0                     | 1                     |         |         | 13 et 27 février 1977 | 13 et 27 février 1977 | 13 et 27 février 1977 | 13 et 27 février 1977 |  |  | 5 et 19 juin 1977 | 5 et 19 juin 1977 | 5 et 19 juin 1977 | 5 et 19 juin 1977 |
|  | Sénégal                                | Sénégal               | 0                     | 1                     | Togo    | Togo    | 0                     | 1                     |                       |                       |  |  | 5 et 19 juin 1977 | 5 et 19 juin 1977 | 5 et 19 juin 1977 | 5 et 19 juin 1977 |
|  | 10 et 31 octobre 1976, 16 janvier 1977 |                       |                       |                       | Togo    | Togo    | 0                     | 1                     |                       |                       |  |  | 5 et 19 juin 1977 | 5 et 19 juin 1977 | 5 et 19 juin 1977 | 5 et 19 juin 1977 |
|  |                                        |                       | Guinée                | Guinée                | 2       | 2       |                       |                       |                       |                       |  |  | 5 et 19 juin 1977 | 5 et 19 juin 1977 | 5 et 19 juin 1977 | 5 et 19 juin 1977 |
|  | Ghana                                  | Ghana                 | Guinée                | Guinée                | 2       | 2       | 2                     | 1 [0]                 |                       |                       |  |  | 5 et 19 juin 1977 | 5 et 19 juin 1977 | 5 et 19 juin 1977 | 5 et 19 juin 1977 |
|  | Ghana                                  | Ghana                 | 6 et 28 février 1977  |                       |         |         | 2                     | 1 [0]                 |                       |                       |  |  | 5 et 19 juin 1977 | 5 et 19 juin 1977 | 5 et 19 juin 1977 | 5 et 19 juin 1977 |
|  | Guinée                                 | Guinée                | 1                     | 2 [2]                 |         |         |                       |                       |                       |                       |  |  | 5 et 19 juin 1977 | 5 et 19 juin 1977 | 5 et 19 juin 1977 | 5 et 19 juin 1977 |
|  | Guinée                                 | Guinée                | 1                     | 2 [2]                 | Guinée  | Guinée  | 1                     | 1                     |                       |                       |  |  |                   |                   |                   |                   |
|  | 12 décembre 1976 et 9 janvier 1977     |                       |                       |                       | Guinée  | Guinée  | 1                     | 1                     |                       |                       |  |  |                   |                   |                   |                   |
|  |                                        |                       | Tunisie               | Tunisie               | 0       | 3       |                       |                       |                       |                       |  |  |                   |                   |                   |                   |
|  | Maroc                                  | Maroc                 | Tunisie               | Tunisie               | 0       | 3       | 1                     | 1ap (2)               |                       |                       |  |  |                   |                   |                   |                   |
|  | Maroc                                  | Maroc                 |                       |                       |         |         |                       |                       |                       |                       |  |  |                   |                   |                   |                   |
|  | Tunisie                                | Tunisie               | 1                     | 1 tab(4)              |         |         |                       |                       |                       |                       |  |  |                   |                   |                   |                   |
|  | Tunisie                                | Tunisie               | 1                     | 1 tab(4)              | Tunisie | Tunisie | 2                     | 1                     |                       |                       |  |  |                   |                   |                   |                   |
|  | 1er et 16 avril 1976                   |                       |                       |                       | Tunisie | Tunisie | 2                     | 1                     |                       |                       |  |  |                   |                   |                   |                   |
|  |                                        |                       | Algérie               | Algérie               | 0       | 1       |                       |                       |                       |                       |  |  |                   |                   |                   |                   |
|  | Algérie                                | Algérie               | Algérie               | Algérie               | 0       | 1       | 1                     | 0                     |                       |                       |  |  |                   |                   |                   |                   |
|  | Algérie                                | Algérie               |                       |                       |         |         |                       | 0                     |                       |                       |  |  |                   |                   |                   |                   |
|  | Libye                                  | Libye                 | 0                     | 0                     |         |         |                       |                       |                       |                       |  |  |                   |                   |                   |                   |
|  | Libye                                  | Libye                 | 0                     | 0                     |         |         |                       |                       |                       |                       |  |  |                   |                   |                   |                   |
|  |                                        |                       |                       |                       |         |         |                       |                       |                       |                       |  |  |                   |                   |                   |                   |

| 12 décembre 1976 | Maroc     | 1 - 1 | Tunisie   | Stade Père-Jégo, Casablanca                     |                                                 |
|                  | Lakal 35e |       | Dhiab 56e | Spectateurs : 13 056 Arbitrage : Woehrer[Qui ?] | Spectateurs : 13 056 Arbitrage : Woehrer[Qui ?] |

| 9 janvier 1977 | Tunisie    | 1 - 1 a. p. (4 - 2) t. a. b. | Maroc      | Stade d'El Menzah, Tunis                             |                                                      |
|                | Labidi 34e |                              | Arraed 55e | Spectateurs : 44 500 Arbitrage : Walter Hungerbühler | Spectateurs : 44 500 Arbitrage : Walter Hungerbühler |

| 6 février 1977 | Tunisie                  | 2 - 0 | Algérie | Stade d'El Menzah, Tunis                             |                                                      |
|                | Ali Akid 56e · Kaabi 73e |       |         | Spectateurs : 50 000 Arbitrage : Queundeville[Qui ?] | Spectateurs : 50 000 Arbitrage : Queundeville[Qui ?] |

| 28 février 1977 | Algérie      | 1 - 1 | Tunisie    | Stade du 5-Juillet-1962, Alger                 |                                                |
|                 | Guendouz 34e |       | Jebali 89e | Spectateurs : 80 000 Arbitrage : Bonett[Qui ?] | Spectateurs : 80 000 Arbitrage : Bonett[Qui ?] |

| 5 juin 1977 | Guinée    | 1 - 0 | Tunisie | Stade du 28-Septembre, Conakry                  |                                                 |
|             | Sylla 77e |       |         | Spectateurs : 25 000 Arbitrage : Larache[Qui ?] | Spectateurs : 25 000 Arbitrage : Larache[Qui ?] |

| 19 juin 1977 | Tunisie                              | 3 - 1 | Guinée    | Stade d'El Menzah, Tunis                     |                                              |
|              | Limam 9e · Lahzami 59e · Khouini 62e |       | Sylla 11e | Spectateurs : 35 248 Arbitrage : Fahmy Bahig | Spectateurs : 35 248 Arbitrage : Fahmy Bahig |

### Tour final
Les trois équipes qualifiées du tour préliminaire (Tunisie, Égypte et Nigeria) se retrouvent dans une poule unique où chaque équipe rencontre ses adversaires en matchs aller et retour. C'est la Tunisie qui finit en tête et se qualifie pour la première fois de son histoire pour la phase finale de la coupe du monde.
| Rang | Équipe  | Pts | J | G | N | P | Bp | Bc | Diff |  | Résultats (▼ dom., ► ext.) |     |     |     |
| ---- | ------- | --- | - | - | - | - | -- | -- | ---- |  | -------------------------- | --- | --- | --- |
| 1    | Tunisie | 5   | 4 | 2 | 1 | 1 | 7  | 4  | +3   |  | Tunisie                    |     | 4-1 | 0-0 |
| 2    | Égypte  | 4   | 4 | 2 | 0 | 2 | 7  | 11 | -4   |  | Égypte                     | 3-2 |     | 3-1 |
| 3    | Nigeria | 3   | 4 | 1 | 1 | 2 | 5  | 4  | +1   |  | Nigeria                    | 0-1 | 4-0 |     |

| 25 septembre 1977 | Tunisie | 0 - 0 | Nigeria | Stade d'El Menzah, Tunis                          |
|                   |         |       |         | Spectateurs : 38 229 Arbitrage : Carpenter[Qui ?] |

| 12 novembre 1977 | Nigeria | 0 - 1 | Tunisie      | Surulere Stadium, Lagos                            |                                                    |
|                  |         |       | Odiye 61-csc | Spectateurs : 80 000 Arbitrage : Dorflinger[Qui ?] | Spectateurs : 80 000 Arbitrage : Dorflinger[Qui ?] |

| 25 novembre 1977 | Égypte                                        | 3 - 2 | Tunisie                      | Stade Nasser, Le Caire                     |                                            |
|                  | Gaffar 26e (pen.) · Abdou 52e · Al-Khatib 83e |       | Ben Aziza 80e · Ali Akid 86e | Spectateurs : 120 000 Arbitrage : Hilmi Ok | Spectateurs : 120 000 Arbitrage : Hilmi Ok |

| 11 décembre 1977 | Tunisie                                                 | 4 - 1 | Égypte   | Stade d'El Menzah, Tunis                         |                                                  |
|                  | Ali Akid 14e · Lahzami 41e · Ben Aziza 65e · Labidi 75e |       | Baki 80e | Spectateurs : 42 850 Arbitrage : Menegali[Qui ?] | Spectateurs : 42 850 Arbitrage : Menegali[Qui ?] |

## Équipe

### Effectif
Entraîneur :  Abdelmajid Chetali
| N° | Pos. | Joueur                 | Date de naissance      | Club                |
| -- | ---- | ---------------------- | ---------------------- | ------------------- |
| 1  | G    | Sadok Sassi            | 15 novembre 1945 (32)  | Club africain       |
| 2  | D    | Mokhtar Dhouib         | 23 mars 1952 (26)      | CS Sfax             |
| 3  | D    | Ali Kaabi              | 15 novembre 1953 (24)  | CO transports       |
| 4  | M    | Khaled Gasmi           | 8 avril 1953 (25)      | CA Bizertin         |
| 5  | D    | Mohsen Labidi          | 15 janvier 1954 (24)   | Stade tunisien      |
| 6  | M    | Nejib Ghommidh         | 12 mars 1953 (25)      | Club africain       |
| 7  | A    | Temime Lahzami         | 1er janvier 1949 (29)  | Ittihad FC          |
| 8  | M    | Hammadi Agrebi         | 20 mars 1951 (27)      | CS Sfax             |
| 9  | A    | Mohamed Ali Akid       | 11 avril 1979 (28)     | CS Sfax             |
| 10 | M    | Tarak Dhiab            | 15 juillet 1954 (23)   | ES Tunis            |
| 11 | A    | Raouf Ben Aziza        | 23 septembre 1953 (24) | ES Sahel            |
| 12 | M    | Khemaïs Laabidi        | 30 août 1950 (27)      | JS Kairouan         |
| 13 | A    | Néjib Limam            | 12 juin 1953 (24)      | Stade tunisien      |
| 14 | A    | Slah Karoui            | 11 septembre 1951 (26) | ES Sahel            |
| 15 | A    | Mohamed Ali Ben Moussa | 5 avril 1954 (24)      | Club africain       |
| 16 | A    | Othman Chehaibi        | 23 décembre 1954 (23)  | JS Kairouan         |
| 17 | D    | Ridha El Louze         | 27 avril 1953 (25)     | Sfax railways sport |
| 18 | D    | Kamel Chebli           | 9 mars 1954 (24)       | Club africain       |
| 19 | A    | Mokhtar Hasni          | 19 mars 1952 (26)      | La Louviére         |
| 20 | D    | Amor Jebali            | 24 décembre 1956 (21)  | AS Marsa            |
| 21 | G    | Lamine Ben Aziza       | 7 octobre 1952 (25)    | ES Sahel            |
| 22 | G    | Mokhtar Naili          | 3 septembre 1953 (24)  | Club africain       |

### Maillot

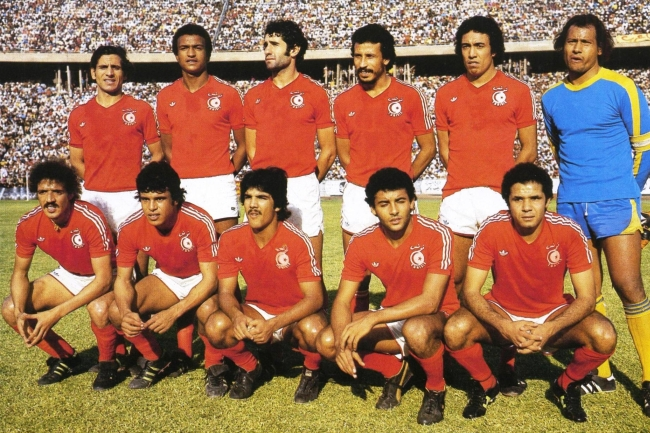
Sélection tunisienne en 1978, au Caire, lors d'un match de qualification pour le Mondial 1978.

Pour la coupe du monde 1978, l'équipementier de l'équipe, Adidas, lui confectionne un maillot spécifique.
| Couleurs | Blanc et rouge |
| Marque   | Adidas         |
| Domicile | Extérieur      |

## Compétition

### Premier tour
Avant le début de la coupe du monde organisée en Argentine, les résultats des matchs de préparation de la Tunisie ne sont pas au niveau souhaité après un match nul contre la Hongrie (2-2), une défaite contre la France (0-2) et une autre contre les Pays-Bas (0-4). La Tunisie fait pourtant une entrée remarquable dans le tournoi mondial contre le Mexique. Les Tunisiens concèdent cependant le premier but sur penalty juste avant la pause. Avant le début de la seconde période, l'entraîneur Chetali jette le drapeau tunisien devant les joueurs et quitte le vestiaire. L'équipe montre alors un tout autre visage et revient dans le match : Ali Kaabi égalise à la 55e minute pour entrer dans l'histoire comme le premier joueur tunisien à marquer un but en coupe du monde, avant d'ajouter deux buts qui apportent une nette victoire à la Tunisie, 3-1.
Les Aigles de Carthage perdent ensuite leur deuxième match contre la Pologne (0-1), malgré une bonne prestation. Enfin, contre le champion en titre, l'Allemagne de l'Ouest, la Tunisie réalise à nouveau une belle performance en tenant le match nul (0-0). La Tunisie, troisième du groupe, est certes éliminée mais elle présente un bilan équilibré, trois points en autant de matchs et une différence de buts positive. Cette performance, inattendue pour la plupart des analystes, incitera la FIFA à attribuer au continent africain une place supplémentaire en phase finale dès l'édition suivante.
Les joueurs sont reçus à leur retour à l'aéroport international de Tunis-Carthage par des supporters tunisiens, dont le président Habib Bourguiba qui affirme aux joueurs qu'ils avaient accompli la tâche de cinquante ambassadeurs en contribuant à faire connaître la Tunisie à l'international.
La Tunisie ne parviendra à se qualifier à nouveau pour la Coupe du Monde que vingt ans plus tard.
| Rang | Équipe               | Pts | J | G | N | P | Bp | Bc | Diff |
| ---- | -------------------- | --- | - | - | - | - | -- | -- | ---- |
| 1    | Pologne              | 5   | 3 | 2 | 1 | 0 | 4  | 1  | +3   |
| 2    | Allemagne de l'Ouest | 4   | 3 | 1 | 2 | 0 | 6  | 0  | +6   |
| 3    | Tunisie              | 3   | 3 | 1 | 1 | 1 | 3  | 2  | +1   |
| 4    | Mexique              | 0   | 3 | 0 | 0 | 3 | 2  | 12 | -10  |

#### Tunisie - Mexique
| 2 juin 1978                       | Tunisie                               | 3 - 1 | Mexique                  | Stade Gigante de Arroyito, Rosario           |                                              |
| 16:45 · Historique des rencontres | Kaabi 55e · Ghommidh 79e · Dhouib 87e |       | 45e (pen.) Vázquez Ayala | Spectateurs : 17 396 Arbitrage : John Gordon | Spectateurs : 17 396 Arbitrage : John Gordon |
| 16:45 · Historique des rencontres | (Rapport)                             |       |                          | Spectateurs : 17 396 Arbitrage : John Gordon | Spectateurs : 17 396 Arbitrage : John Gordon |

| Tunisie | Mexique |

| GK                 | 22 | Mokhtar Naili     |  |     |
| DF                 | 2  | Mokhtar Dhouib    |  |     |
| DF                 | 3  | Ali Kaabi         |  |     |
| DF                 | 5  | Mohsen Labidi     |  |     |
| DF                 | 20 | Amor Jebali       |  |     |
| MF                 | 6  | Nejib Ghommidh    |  |     |
| MF                 | 7  | Temime Lahzami () |  | 88e |
| MF                 | 8  | Hammadi Agrebi    |  |     |
| MF                 | 10 | Tarak Dhiab       |  |     |
| FW                 | 9  | Mohamed Ali Akid  |  |     |
| FW                 | 11 | Raouf Ben Aziza   |  | 81e |
| Remplaçants :      |    |                   |  |     |
| MF                 | 12 | Khemaïs Laabidi   |  | 88e |
| FW                 | 14 | Slah Karoui       |  | 81e |
| Sélectionneur :    |    |                   |  |     |
| Abdelmajid Chetali |    |                   |  |     |

| GK                | 1  | José Pilar Reyes        |  |     |
| DF                | 3  | Alfredo Tena            |  |     |
| DF                | 4  | Eduardo Ramos           |  |     |
| DF                | 5  | Arturo Vázquez Ayala () |  |     |
| DF                | 12 | Jesús Martínez Díez     |  |     |
| MF                | 6  | Guillermo Mendizábal    |  | 67e |
| MF                | 7  | Antonio de la Torre     |  |     |
| MF                | 17 | Leonardo Cuéllar        |  |     |
| MF                | 21 | Raúl Isiordia           |  |     |
| FW                | 9  | Víctor Rangel           |  |     |
| FW                | 11 | Hugo Sánchez            |  |     |
| Remplaçants :     |    |                         |  |     |
| MF                | 18 | Gerardo Lugo            |  | 67e |
| Sélectionneur :   |    |                         |  |     |
| José Antonio Roca |    |                         |  |     |

#### Pologne - Tunisie
| 6 juin 1978                       | Pologne   | 1 - 0 | Tunisie | Stade Gigante de Arroyito, Rosario                    |                                                       |
| 16:45 · Historique des rencontres | Lato 43e  |       |         | Spectateurs : 9 624 Arbitrage : Ángel Franco Martínez | Spectateurs : 9 624 Arbitrage : Ángel Franco Martínez |
| 16:45 · Historique des rencontres | (Rapport) |       |         | Spectateurs : 9 624 Arbitrage : Ángel Franco Martínez | Spectateurs : 9 624 Arbitrage : Ángel Franco Martínez |

| Pologne | Tunisie |

| GK              | 1  | Jan Tomaszewski      |  |     |
| DF              | 3  | Henryk Maculewicz    |  |     |
| DF              | 4  | Antoni Szymanowski   |  |     |
| DF              | 6  | Jerzy Gorgoń         |  |     |
| DF              | 9  | Władysław Żmuda      |  |     |
| MF              | 5  | Adam Nawałka         |  |     |
| MF              | 8  | Henryk Kasperczak    |  |     |
| MF              | 12 | Kazimierz Deyna ()   |  |     |
| FW              | 16 | Grzegorz Lato        |  |     |
| FW              | 17 | Andrzej Szarmach     |  | 60e |
| FW              | 19 | Włodzimierz Lubański |  | 76e |
| Remplaçants :   |    |                      |  |     |
| FW              | 7  | Andrzej Iwan         |  | 60e |
| FW              | 18 | Zbigniew Boniek      |  | 76e |
| Sélectionneur : |    |                      |  |     |
| Jacek Gmoch     |    |                      |  |     |

| GK                 | 22 | Mokhtar Naili     |
| DF                 | 2  | Mokhtar Dhouib    |
| DF                 | 3  | Ali Kaabi         |
| DF                 | 20 | Amor Jebali       |
| DF                 | 4  | Khaled Gasmi      |
| MF                 | 6  | Nejib Ghommidh    |
| MF                 | 7  | Temime Lahzami () |
| MF                 | 8  | Hammadi Agrebi    |
| MF                 | 10 | Tarak Dhiab       |
| MF                 | 12 | Khemaïs Laabidi   |
| FW                 | 9  | Mohamed Ali Akid  |
| Sélectionneur :    |    |                   |
| Abdelmajid Chetali |    |                   |

#### Allemagne de l'Ouest - Tunisie
| 10 juin 1978                      | Allemagne de l'Ouest | 0 - 0 | Tunisie | Estadio Olímpico Chateau Carreras, Córdoba    |                                               |
| 16:45 · Historique des rencontres |                      |       |         | Spectateurs : 30 667 Arbitrage : César Orosco | Spectateurs : 30 667 Arbitrage : César Orosco |
| 16:45 · Historique des rencontres | (Rapport)            |       |         | Spectateurs : 30 667 Arbitrage : César Orosco | Spectateurs : 30 667 Arbitrage : César Orosco |

| Allemagne de l'Ouest | Tunisie |

| GK              | 1  | Sepp Maier            |     |
| DF              | 2  | Berti Vogts ()        |     |
| DF              | 3  | Bernard Dietz         |     |
| DF              | 4  | Rolf Rüssmann         |     |
| DF              | 5  | Manfred Kaltz         |     |
| MF              | 6  | Rainer Bonhof         |     |
| MF              | 10 | Heinz Flohe           |     |
| MF              | 20 | Hansi Müller          | 87e |
| FW              | 11 | Karl-Heinz Rummenigge |     |
| FW              | 14 | Dieter Müller         |     |
| FW              | 9  | Klaus Fischer         |     |
| Sélectionneur : |    |                       |     |
| Helmut Schön    |    |                       |     |

| GK                 | 22 | Mokhtar Naili     |     |     |
| DF                 | 2  | Mokhtar Dhouib    |     |     |
| DF                 | 3  | Ali Kaabi         |     |     |
| DF                 | 20 | Amor Jebali       |     |     |
| DF/MF?             | 4  | Khaled Gasmi      |     |     |
| MF                 | 6  | Nejib Ghommidh    |     |     |
| MF                 | 7  | Temime Lahzami () |     |     |
| MF                 | 8  | Hammadi Agrebi    |     |     |
| MF                 | 10 | Tarak Dhiab       | 68e |     |
| MF                 | 12 | Tarak Dhiab       |     |     |
| FW                 | 9  | Mohamed Ali Akid  |     | 82e |
| Remplaçants :      |    |                   |     |     |
| FW                 | 11 | Raouf Ben Aziza   |     | 82e |
| Sélectionneur :    |    |                   |     |     |
| Abdelmajid Chetali |    |                   |     |     |

| GK              | 1  | Sepp Maier            |     |
| DF              | 2  | Berti Vogts ()        |     |
| DF              | 3  | Bernard Dietz         |     |
| DF              | 4  | Rolf Rüssmann         |     |
| DF              | 5  | Manfred Kaltz         |     |
| MF              | 6  | Rainer Bonhof         |     |
| MF              | 10 | Heinz Flohe           |     |
| MF              | 20 | Hansi Müller          | 87e |
| FW              | 11 | Karl-Heinz Rummenigge |     |
| FW              | 14 | Dieter Müller         |     |
| FW              | 9  | Klaus Fischer         |     |
| Sélectionneur : |    |                       |     |
| Helmut Schön    |    |                       |     |

| GK                 | 22 | Mokhtar Naili     |     |     |
| DF                 | 2  | Mokhtar Dhouib    |     |     |
| DF                 | 3  | Ali Kaabi         |     |     |
| DF                 | 20 | Amor Jebali       |     |     |
| DF/MF?             | 4  | Khaled Gasmi      |     |     |
| MF                 | 6  | Nejib Ghommidh    |     |     |
| MF                 | 7  | Temime Lahzami () |     |     |
| MF                 | 8  | Hammadi Agrebi    |     |     |
| MF                 | 10 | Tarak Dhiab       | 68e |     |
| MF                 | 12 | Tarak Dhiab       |     |     |
| FW                 | 9  | Mohamed Ali Akid  |     | 82e |
| Remplaçants :      |    |                   |     |     |
| FW                 | 11 | Raouf Ben Aziza   |     | 82e |
| Sélectionneur :    |    |                   |     |     |
| Abdelmajid Chetali |    |                   |     |     |

## Statistiques

### Buteurs

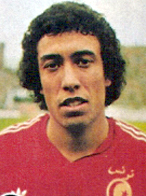
Ali Kaabi, premier joueur tunisien à marquer un but en coupe du monde.

| Buts | Joueurs        | Adversaires |
| ---- | -------------- | ----------- |
| 1    | Ali Kaabi      | Mexique     |
| 1    | Nejib Ghommidh | Mexique     |
| 1    | Mokhtar Dhouib | Mexique     |

### Passeurs décisifs
| Buts | Joueurs        | Adversaires |
| ---- | -------------- | ----------- |
| 1    | Hammadi Agrebi | Mexique     |
| 1    | Tarak Dhiab    | Mexique     |
| 1    | Nejib Ghommidh | Mexique     |